# França nos Jogos Olímpicos de Inverno de 1980
A França participou dos Jogos Olímpicos de Inverno de 1980 em Lake Placid, nos Estados Unidos.
A equipe olímpica da França ganhou uma medalha, se situando na décima oitava colocação do quadro de medalhas.

## Lista de medalhas

### Medalhas de ouro
| Esporte              | Modalidade | Atleta | Performance |
| Medalhas de ouro : 0 |            |        |             |

### Medalhas de prata
| Esporte               | Modalidade | Atleta | Performance |
| Medalhas de prata : 0 |            |        |             |

### Medalhas de bronze
| Esporte                | Modalidade         | Atleta        | Performance |
| Medalhas de bronze : 1 |                    |               |             |
| Esqui alpino           | Slalom gigante (F) | Perrine Pelen |             |

## Atletas franceses por esporte
A lista total continha 22 atletas.
| Esporte                 | Atleta | /     | Idade                                           | Performance |
| Esqui alpino            | Perrine Pelen Fabienne Serrat Anne-Flore Rey Marina Laurencon Caroline Attia Marie-Luce Waldmeier Philippe Pugnat | F F M | 19 anos 23 anos 18 anos 19 anos 20 anos         | Slalom Gigante: Medalha de Bronze / Slalom: NC Slalom Gigante: quarto lugar / Slalom: NC Slalom Gigante: 25o. lugar / Slalom: NC Slalom Gigante: NC / Slalom: NC Descente: NC Descente: 16o. lugar Descente: 25o. lugar |
| Esqui                   | Jean-Paul Pierrat Paul Fargeix Gérard Durand-Poudret Dominique Locatelli Michel Thierry Philippe Poirot           | M M   | 19 anos 35 anos 20 anos 19 anos 25 anos 38 anos | 15 km: 14o. lugar / 30 km: 19o. lugar / 50 km: 12o. lugar / Revezamento 4*10 km: 10o. lugar 15 km: 28o. lugar / 30 km: 35o. lugar / 50 km: 35o. lugar / Revezamento 4*10 km: 10o. lugar 15 km: 42o. lugar / Revezamento 4*10 km: 10o. lugar 15 km: 45o. lugar 50 km: 31o. lugar / 30 km: 44o. lugar / Revezamento 4*10 km: 10o. lugar 30 km: 38o. lugar / 50 km: 35o. lugar |
| Salto em esqui          | Gérard Colin Bernard Moullier                                                                                     | M M   | 21 anos 22 anos                                 | Trampolim normal: 35o. lugar / Trampolim grande 42o. lugar Trampolim normal: 24o. lugar / Trampolim grande 37o. lugar |
| Biatlo                  | Yvon Mougel Denis Sandona André Geourjon Christian Poirot Yves Blondeau                                           | M M   | 24 anos 24 anos 29 anos 23 anos 28 anos         | 10 km Sprint: 24o. lugar / 20 km: 6o. lugar / Revezamento 4*7,5 km: 5o. lugar 20 km: 20o. lugar / Revezamento 4*7,5 km: 5o. lugar 20 km: 9o. lugar / Revezamento 4*7,5 km: 5o. lugar 10 km Sprint: 13o. lugar / Revezamento 4*7,5 km: 5o. lugar 10 km Sprint: 39o. lugar |
| Patinação artística     | Jean-Christophe Simond                                                                                            | M     | 24 anos                                         | Concurso masculino: 7o. lugar |
| Patinação de velocidade | Emmanuel Michon                                                                                                   | M     | 24 anos                                         | 500 metros masculino: 21o. lugar / 1000 metros masculino: 18o. lugar |